# Symphytognatha fouldsi
Symphytognatha fouldsi is een spinnensoort uit de familie Symphytognathidae. De soort komt voor in West-Australië.